# St.-Marien-Kirche (Kaarßen)

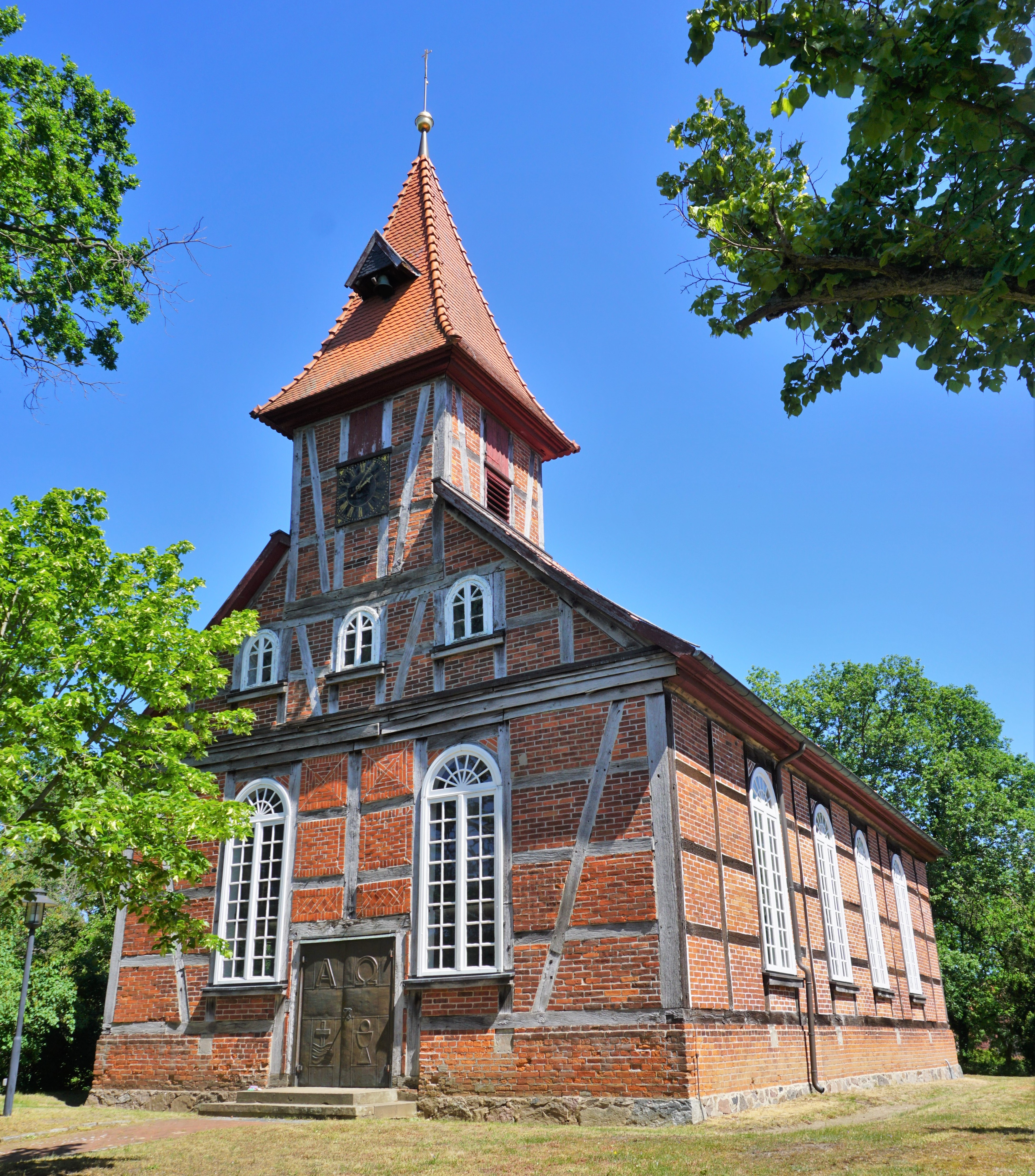
St.-Marien-Kirche in Kaarßen

Die evangelisch-lutherische St.-Marien-Kirche ist eine klassizistische Fachwerkkirche in Kaarßen in der Gemeinde Amt Neuhaus im niedersächsischen Landkreis Lüneburg.

## Lage
Die St.-Marien-Kirche liegt im Zentrum der Ortschaft Kaarßen auf einer kleinen Anhöhe direkt an der Bundesstraße 195. Nördlich und östlich ist die Kirche von Bäumen und Büschen umgeben. Südwestlich zur Bundesstraße hin befindet sich eine Wiese mit vereinzelten Bäumen. Der Zugang zur Kirche erfolgt von Westen über einen kleinen Pfad. An dessen Beginn befindet sich ein Kriegerdenkmal.

## Baubeschreibung
Die Kirche wurde 1842 im Stil des Klassizismus errichtet. Sie ist eine in Fachwerkbauweise aus roten Ziegelsteinen errichtete Hallenkirche, deren Kirchenschiff nur durch Stützsäulen der Rundempore untergliedert wird. Über dem westlich gelegenen Haupteingang befindet sich ein Dachreiter. Die Tür des Haupteingangs besteht aus Bronze und zeigt verschiedene christliche Symbole. An der Westfassade ist direkt unter dem Dach des Dachreiters eine Uhr angebracht. Die Dächer der Hallenkirche und des Dachreiters sind mit roten Ziegeln gedeckt.
Der Innenraum ist klar gegliedert. Entsprechend der Anzahl der Apostel enthält der Innenraum zwölf Fenster, zwölf helle Steine im Fundament und zwölf Ständer. Im Innenraum befindet sich eine, das gesamte Kirchenschiff umziehende, Rundempore. Die hölzernen Kirchenbänke sind in roter Farbe gehalten, die Empore in weißlichen Tönen.

## Orgel
Die Orgel stammt aus der Werkstatt Furtwängler & Hammer. Sie wurde im Jahr 1910 erbaut.

## Kirchliche Organisation
Die Kirche gehört heute neben St. Mariä in Tripkau sowie der Kirche zu Wehningen zur evangelisch-lutherischen Kirchengemeinde Tripkau im Kirchenkreis Lüneburg der Evangelisch-lutherischen Landeskirche Hannovers. Gottesdienste werden wechselweise sonntags in den Kirchen der Kirchengemeinde abgehalten, weshalb noch alle drei Wochen ein regelmäßiger Gottesdienst in der St.-Marien-Kirche stattfindet.